# Morti nel 1502
| Questa pagina contiene informazioni ricavate automaticamente dalle voci biografiche con l'ausilio del template Bio e di un bot. L'aggiornamento è periodico e automatico e ricostruisce completamente la pagina. Se manca una persona in questa lista, sei pregato di non aggiungerla, ma accertati piuttosto che la sua voce biografica contenga il template Bio e che i dati anagrafici siano correttamente compilati. Se il template Bio manca, inseriscilo tu stesso o, in alternativa, metti l'avviso {{tmp\|Bio}} che ne segnala la mancanza. Se i dati riportati sono sbagliati, correggi direttamente la voce biografica; le modifiche saranno visibili in questa lista entro pochi giorni. Per chiarimenti vedi il progetto biografie. La lista contiene solo le 37 persone che sono citate nell'enciclopedia e per le quali è stato implementato correttamente il template Bio. Pagina aggiornata al 26 lug 2025. |

- 18 febbraio - Edvige Jagellone, principessa polacca (n. 1457)
- 14 marzo - Felix Fabri, teologo svizzero
- 2 aprile - Arturo Tudor, principe britannico (n. 1486)
- 4 giugno - Astorre III Manfredi, politico (n. 1485)
- 1º luglio - Francisco de Bobadilla, militare spagnolo (n. 1448)
- 20 luglio - Giovanni Battista Ferrari, cardinale e arcivescovo cattolico italiano
- 23 agosto - Robert Willoughby, I barone Willoughby de Broke, ufficiale e nobile inglese (n. 1452)
- 2 settembre - Ahuitzotl, imperatore azteco
- 13 settembre - Annio da Viterbo, religioso, umanista e falsario italiano (n. 1437)
- 9 ottobre - Giulio Cesare da Varano, condottiero italiano (n. 1434)
- 14 ottobre - Diego Hurtado de Mendoza y Quiñones, cardinale e patriarca cattolico spagnolo (n. 1444)
- 2 novembre - Antonio Benivieni, medico italiano (n. 1443)
- 26 dicembre - Ramiro de Lorca, mercenario spagnolo (n. 1452)
- Nicolò Alunno, pittore italiano
- Gherardo Felice Appiano d'Aragona, nobiluomo italiano (n. 1462)
- Bartolomeo della Gatta, pittore, miniatore e religioso italiano (n. 1448)
- Pietro Bernardino, orafo italiano (n. 1475)
- Antonio Bonfini, umanista e storiografo italiano (n. 1427)
- Donato Bossi, scrittore italiano (n. 1436)
- Matteo Bosso, presbitero e umanista italiano
- Antonio Cammelli, poeta italiano (n. 1436)
- Matteo Civitali, scultore italiano (n. 1436)
- Nicolau Coelho, navigatore e esploratore portoghese
- William Cornysh, compositore inglese (n. 1430)
- Miguel Corte-Real, esploratore e navigatore portoghese (n. 1448)
- Francesco Laurana, scultore, architetto e medaglista italiano (n. 1430)
- Giovanni Leoni Gallucci, vescovo cattolico italiano
- Olivier de la Marche, poeta e militare fiammingo (n. 1425)
- Murata Jukō, monaco buddista giapponese (n. 1423)
- Carlo Orsini di Gentile Virginio, condottiero italiano
- Andrea Paleologo, nobile (n. 1453)
- Giustina Rocca, avvocatessa italiana
- Francisco Roldán, funzionario spagnolo (n. 1450)
- Bertrando de' Rossi, nobile italiano (n. 1429)
- Giovanni de' Rossi, condottiero italiano (n. 1431)
- Shimun V, vescovo cristiano orientale siro
- Antonio Trotti, nobile e militare italiano